# 高知市立朝倉小学校
高知市立朝倉小学校（こうちしりつ あさくらしょうがっこう）は、高知県高知市朝倉本町二丁目11番20号にある公立小学校。
1874年（明治7年）に創立され、2014年（平成26年）には創立140周年を迎えた。2018年度（平成30年度）は20学級であり、児童数は535名、教職員数は31名である。すぐ北側には高知大学のメインキャンパスである朝倉キャンパスがある。公立学校に進学する場合の進学先中学校は宗安寺は高知市立旭中学校、それ以外は高知市立朝倉中学校。

## 沿革
西横町時代
- 1874年（明治7年）8月 - 土佐郡朝倉村西横町に朝陽学舎として創立。
- 1879年（明治12年）9月 - 朝倉小学に改称。
- 1887年（明治20年）9月 - 土佐郡第三高等小学校を設置。
- 1892年（明治25年）9月 - 土佐郡第三高等小学校を朝倉高等小学校に改称。
- 1894年（明治27年）4月 - 朝倉尋常高等小学校に改称。
- 1935年（昭和10年）10月 - 失火により校舎が全焼。
- 1937年（昭和12年）3月 - 校舎を新築。
- 1941年（昭和16年） - 朝倉村立朝倉国民学校に改称。
- 1942年（昭和17年）6月1日 - 朝倉村が高知市に編入合併されて高知市朝倉国民学校に改称。
- 1947年（昭和22年）4月 - 学制改革にともない高知市立朝倉小学校と改称。高知市立朝倉中学校が分離。
- 1954年（昭和29年）11月 - 開校80周年記念式典を開催。
- 1961年（昭和36年）8月 - プールが竣工。
- 1965年（昭和40年）3月 - 創立90周年記念式典を開催。
- 1972年（昭和47年）4月 - 高知市立朝倉第二小学校を新設。
- 1972年（昭和47年）8月 - 高知市立朝倉第二小学校が本校から分離独立。
- 1974年（昭和49年）3月 - 創立100周年記念式典を開催。

朝倉本町時代
- 1978年（昭和53年）10月 - 旧高知学芸中学校の敷地を買収して移転。
- 1979年（昭和54年）8月 - 南校舎を新築。
- 1980年（昭和55年）3月 - 屋内体育館を新築。
- 1992年（平成4年）11月 - 北校舎を新築。
- 1994年（平成6年）9月 - 北舎2階のPTA室を生涯学習室として開放。
- 1999年（平成11年）1月 - 創立125周年記念式典を開催。
- 2003年（平成15年）6月 - プールが竣工。

## 通学区域
- 朝倉（乙・丙の全域、甲・丁の各一部）
- 曙町一丁目（2番の一部、3番から27番、28番の一部、29番から40番）・二丁目
- 朝倉本町一丁目・二丁目
- 朝倉横町
- 鴨部高町（17番の一部）
- 鴨部上町（15番の一部）
- 鴨部三丁目（8番の一部、9番、10番、11番の一部、12番、13番の一部、29番の一部、30番の一部、31番、32番の一部、33番の一部、34番の一部）
- 宗安寺

## 学校の分離
高知市の郊外地域の人口増加などに伴って、1971年（昭和46年）には児童数が1275名にもなり、当時全国的にしばしば見られた典型的な「マンモス校」となった。そのため、校長会や高知市議会などでは学校の分離が提案されていた。その結果、1972年（昭和47年）には学校が分離され、高知市立朝倉第二小学校が創立された。

## 周辺
- 高知大学朝倉キャンパス
- 国立病院機構 高知病院
- 高知県立療育福祉センター
- 高知県立高知若草養護学校・国立高知病院分校
- 高知学芸中学校・高等学校
- 高知市立朝倉第二小学校
- 高知市立朝倉中学校

## アクセス
- 最寄駅 - JR四国朝倉駅、とさでん交通伊野線朝倉駅前停留場
- 最寄バス停 - とさでん交通「北城山」バス停

## 出身者
- 西川きよし - 漫才師[3]